# ガチョウと黄金の卵

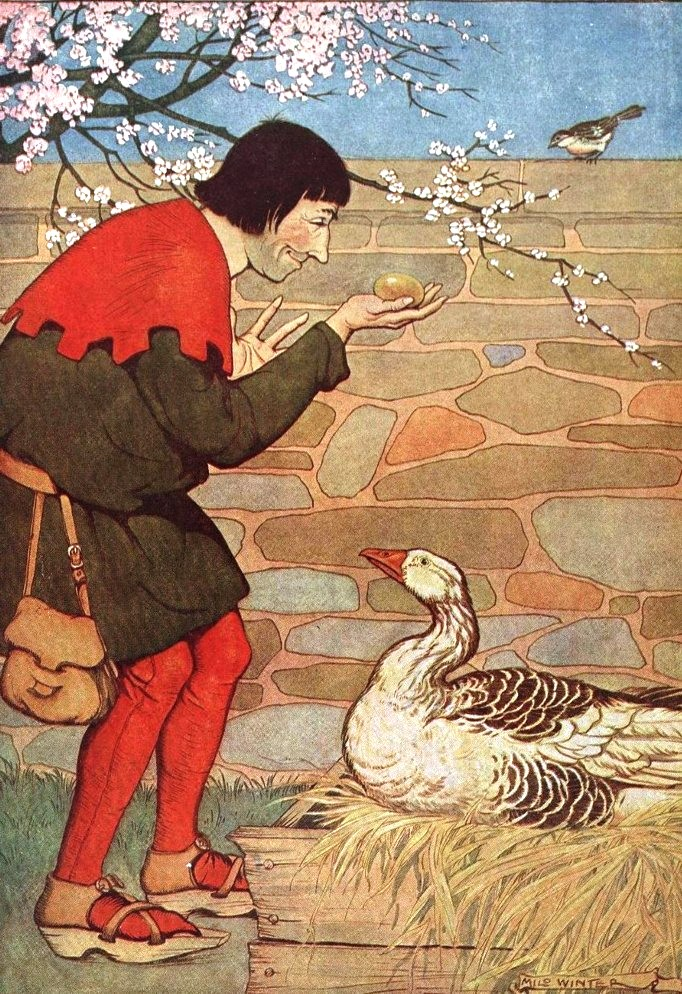
Milo Winterの挿絵（1919年）

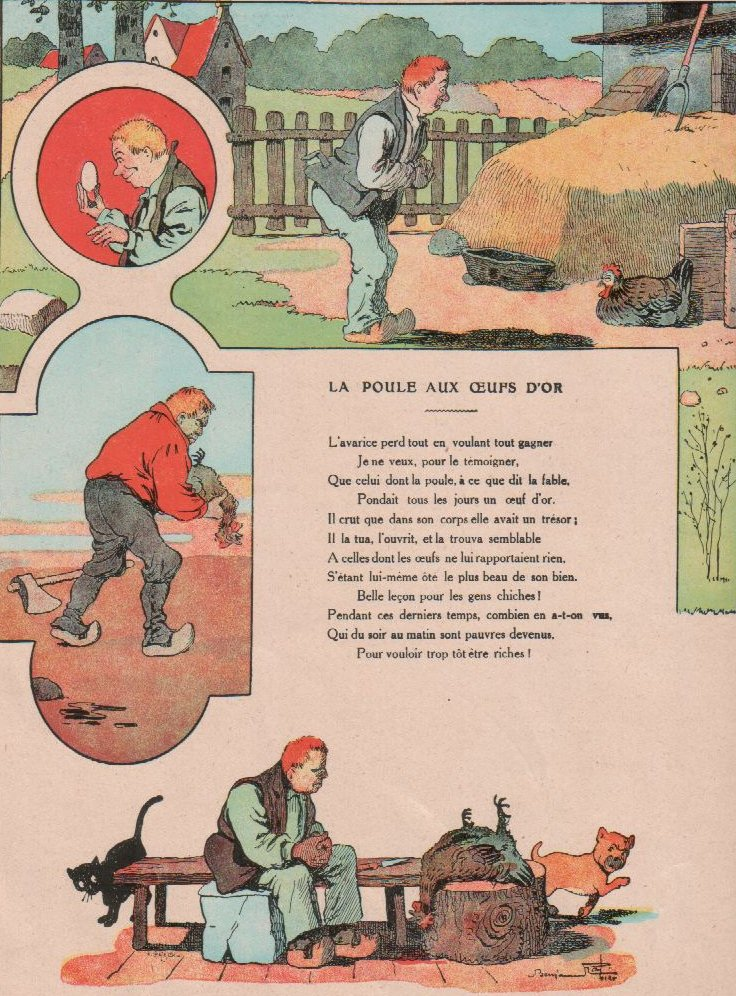
ラ・フォンテーヌ寓話と挿絵（1909年）

「ガチョウと黄金の卵」（ガチョウとおうごんのたまご、英: The goose and the golden egg）は、イソップ寓話のひとつ。ペリー・インデックス87番。

## あらすじ
ある日農夫は飼っているガチョウが黄金の卵を産んでいるのを見つけて驚く。それからもガチョウは1日に1個ずつ黄金の卵を産み、卵を売った農夫は金持ちになった。しかし農夫は1日1個しか卵を産まないガチョウに物足りなさを感じ、きっとガチョウの腹の中には金塊が詰まっているに違いないと考えるようになる。そして欲を出した農夫はガチョウの腹を切り裂いた。ところが腹の中に金塊などなく、その上ガチョウまで死なせてしまった。

## 教訓
欲張り過ぎて一度に大きな利益を得ようとすると、その利益を生み出す資源まで失ってしまうことがある。利益を生み出す資源をも考慮に入れる事により、長期的に大きな利益を得ることができる。

## 備考
この話には様々な異本がある。同じギリシア語散文からの翻訳でも山本光雄訳の題は「金の卵を産む鶏」だが、中務哲郎訳では「金の卵を生む鵞鳥」であり、内容もヘルメス神への信仰のご利益として金の卵を生むガチョウを授かることになっている。バブリオスによる韻文寓話集の123話でも卵を生むのが鶏になっている。日本の『伊曽保物語』でも「庭鳥金の卵を産む事」になっている（ただしシュタインヘーヴェル版ではガチョウ）。英語訳ではトマス・ジェームズ訳(1848)・ジョーゼフ・ジェイコブズ訳(1894)・ヴァーノン・ジョーンズ訳(1912)でガチョウであるのに対して、ファイラー・タウンゼンド訳(1867)では雌鶏とする。
17世紀のラ・フォンテーヌの寓話詩では第5巻の第13話「金の卵を産む雌鶏」 (fr:La Poule aux œufs d'or (La Fontaine)) として収録しているが、「poule」に雌鶏の意味と賭博の賭け金の意味を掛けている。

## 関連作品
- アイザック・アシモフのSF短編に、黄金の卵を産むガチョウに関する科学的な可能性について考察した『金の卵を産むがちょう』（“Pâté de Foie Gras.” 初出『アスタウンディング』1956年9月号、『アシモフのミステリ世界』 Asimov's Mysteries、原著1968年、所収。日本語訳はハヤカワ文庫SF、1988年、ISBN 4-15-010792-0）がある。
- あひる大旋風（The Million Dollar Duck、$1,000,000 Duck）は1971年のアメリカ合衆国の映画。